# 4 ARK
4 ARK är en arkitekturtidskrift som startades år 2008 och drivs av arkitekturstudenter vid Chalmers tekniska högskola. Tidningen utkommer med ett nummer om året och består av fyra tryckark (därav dess namn) med texter, bilder och projekt på ett givet tema. Varje nummer arbetas fram under ett halvår genom att temat behandlas i debatter, på föreläsningar och via aktiviteter. Detta tolkas sedan fritt av redaktionen och resultatet sätts samman i tryckt form. Redaktionen för tidningen byts ständigt ut vilket är en del av tidningens ambition att vara ett levande forum för ett vidgat samtal om vad arkitektur kan och bör vara.
4 ARK har uppmärksammats för sin insats i bland annat tidskriften Arkitektur ett flertal gånger, samt fått utmärkelsen Kritikerpriset år 2009 av Sveriges Arkitekter..

## Utgivna nummer
- 4 ARK Utopi (Nr 1)
- 4 ARK Landet (Nr 2)
- 4 ARK Kroppen (Nr 3)
- 4 ARK Pengar (Nr 4)
- 4 ARK Identiteter (Nr 5)
- 4 ARK Tabu (#6)
- 4 ARK Verkligheten (#7)
- 4 ARK Känsla (#8)
- 4 ARK DIY (#9)
- 4 ARK Berättande (#10)
- 4 ARK Undergång (#11)
- 4 ARK Motsatser (#12)